# 丰德哈隆
丰德哈隆，是西班牙阿拉贡自治区萨拉戈萨省的一个市镇。 总面积76平方公里，总人口871人（2001年），人口密度11人/平方公里。